# Frank Klaus

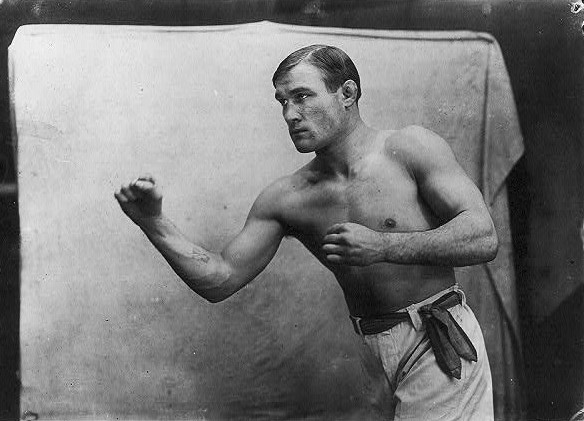
Frank Klaus

Frank Klaus (* 20. Dezember 1887 in Turtle Creek, Pennsylvania; † 8. Februar 1948) war ein US-amerikanischer Boxer im Mittelgewicht und hielt im Jahre 1913 den Weltmeistertitel.

## Biografie
Bereits als Jugendlicher begann Klaus seine Boxkarriere, nachdem er zuvor in Kohleminen und in einer Maschinenwerkstatt gearbeitet hatte. Unter der Anleitung des Trainers George Engel entwickelte er sich zu einem der erfolgreichsten Boxer seiner Zeit; sein Kampfstil zeichnete sich durch eine ausgeprägte Schlagkraft aus und er wurde während seiner Karriere nur einmal ausgeknockt.
Als „Braddock Bearcat“ kämpfte Klaus gegen zahlreiche namhafte Gegner und verzeichnete unter anderem Siege gegen Billy Papke, Georges Carpentier und Jack Dillon. Nach einem Sieg gegen Billy Papke am 5. März 1913 in Paris wurde er offiziell als Weltmeister im Mittelgewicht anerkannt. Nach zwei Niederlagen gegen George Chip am 11. Oktober und 23. Dezember 1913 beendete Klaus im Alter von nur 26 Jahren seine aktive Karriere.
Nach seiner Laufbahn wurde Frank Klaus unter anderem in die Ring Boxing Hall of Fame und 2008 in die International Boxing Hall of Fame aufgenommen. Er hinterließ mehrere Kinder und gilt bis heute als einer der bedeutendsten Mittelgewichtler der Boxgeschichte. Klaus starb 1948.